# Cryptophagus obsoletus
Cryptophagus obsoletus är en skalbaggsart som beskrevs av Edmund Reitter 1879. Cryptophagus obsoletus ingår i släktet Cryptophagus, och familjen fuktbaggar. Arten är reproducerande i Sverige.